# Обрембек
Обрембек (пол. Obrębek) — село в Польщі, у гміні Покшивниця Пултуського повіту Мазовецького воєводства.
Населення — 117 осіб (2011).
У 1975-1998 роках село належало до Цехановського воєводства.
Тут під час Другої світової війни загинув офіцер Вермахту Ксавер Мерц, лицар ордену Залізного Хреста.

## Демографія
Демографічна структура станом на 31 березня 2011 року:
|          | Загалом | Допрацездатний вік | Працездатний вік | Постпрацездатний вік |
| -------- | ------- | ------------------ | ---------------- | -------------------- |
| Чоловіки | 59      | 13                 | 39               | 7                    |
| Жінки    | 58      | 10                 | 35               | 13                   |
| Разом    | 117     | 23                 | 74               | 20                   |